# Lucenay-l’Évêque
Lucenay-l’Évêque – miejscowość i gmina we Francji, w regionie Burgundia-Franche-Comté, w departamencie Saona i Loara.
Według danych na rok 1990 gminę zamieszkiwało 410 osób, a gęstość zaludnienia wynosiła 16 osób/km² (wśród 2044 gmin Burgundii Lucenay-l’Évêque plasuje się na 520. miejscu pod względem liczby ludności, natomiast pod względem powierzchni na miejscu 264.).